# Misumenops spinulosissimus
Misumenops spinulosissimus es una especie de araña cangrejo del género Misumenops, familia Thomisidae. Fue descrita científicamente por Berland en 1936.

## Distribución
Esta especie se encuentra en Cabo Verde.